# Wesley Schum
Wesley „Wes“ Robert Schum (* 1921 in Chicago, Illinois; † 2015) war ein amerikanischer Unternehmer. Er gründete die Firma Central Electronics Incorporated (CE), einen Hersteller für Amateurfunkgeräte, und war selbst Funkamateur mit dem Rufzeichen W9DYV. 

## Leben
Schum wurde als einer von zwei Söhnen von Leo Robert Schum (1890–1973), einem Zigarrenfabrikanten, und seiner Ehefrau Freda Schum (1894–1953), geb. Muench, geboren. Seine Eltern hatten am 5. Januar 1917 in Chicago geheiratet. Sein Bruder Allen (1918–1918) starb als Säugling.
1949 gründete Schum die Central Electronics Inc., abgekürzt CE, und wurde ihr Präsident. Bei CE wurden Amateurfunkgeräte entwickelt und gefertigt. Zu der Zeit war es wie seit den Anfängen der Geschichte des Hörfunks üblich, Sprachsignale mithilfe der Amplitudenmodulation (AM) funktechnisch zu übertragen. 
Schum propagierte die Einseitenbandmodulation (englisch Single Sideband Modulation), kurz SSB, gegenüber der herkömmlichen AM. Er entwickelte den Kurzwellen-Transceiver (Sender- und Empfänger) der Marke CE. Die Firma Central Electronics Inc. bestand bis 1962.
Auch danach propagierte Wes Schum in mehr als hundert Vorträgen die Vorzüge von SSB. In den Jahrzehnten von 1950 bis 1990 erwarb sich Wes Schum auf diese Weise den Ehrentitel eines „Mr. S.S.B.“.
In seinen letzten Jahren lebte er zurückgezogen in Tennessee, dem Bundesstaat der Vereinigten Staaten aus dem sein Vater stammte. Noch 2009 wurde der inzwischen fast 90-jährige Wes als regelmäßiger Teilnehmer auf diversen Amateurfunknetzen wahrgenommen.